# Dendrosenecio battiscombei
Dendrosenecio battiscombei es una especie de senecio gigante de la familia de las asteráceas.

## Descripción
Dendrosenecio battiscombei alcanza un tamaño de 7 m de altura, con tronco de hasta 35 cm de diámetro, y con médula de 4 cm de diámetro, con tallo de hojas densas en rosetas de 25-75 hojas, sin alargamiento de los entrenudos, cubierto con follaje marcescentes o cubierto, al menos, con hojas retenidas  de bases a 1-3 m por debajo de las hojas-rosetas. La reproducción infrecuente produce escasa ramificación, plantas que rara vez superan cuatro ciclos reproductivos. La hoja es oblanceoladas de 78 cm de largo y 21 cm de ancho, el pelo presente forma un cojín sobre la hoja superior de la base, a veces se extiende a lo largo de la vena media superior, la superficie inferior es glabra o con una escasa a moderada pubescencia densa, a lo largo del nervio central inferior. La inflorescencia es ampliamente piramidal de 120 cm de alto y 80 cm de diámetro; los capítulos presentan horizontalmente. Los rayos 6-17 flósculos, de 20 mm de largo; disco con 20-90 floretes.

## Distribución y hábitat
Es  endémica del Monte Kenia. Crece en áreas más bajas, más húmedas de la zona afroalpina.  Es similar a S. kilimanjari en Kilimanjaro.  Tiene hojas verdes con envés más pálido, que lo pierde al marchitarse.  Esto es en contraste con S. keniodendron que retiene sus hojas para aislarse térmicamente.

## Taxonomía
Dendrosenecio battiscombei fue descrita por (R.E.Fr. & T.C.E.Fr.) E.B.Knox y publicado en Contributions from the University of Michigan Herbarium 19: 243, 1993.
Citología
El número de cromosomas gametofítico es n = 50
Sinonimia
- Senecio battiscombei R.E.Fr. & T.C.E.Fr., 1922 (Sven. Bot. Tidskr. 16:334) basónimo
- Senecio aberdaricus R.E.Fr. & T.C.E.Fr., 1922 (Sven. Bot. Tidskr. 16:331)
  - Localización: "Sattima", Aberdares range, Kenia
  - Descritor: Fries & Fries 2436a (UPS; Isolectotypes: BM, BR, S)
- Senecio johnstonii subsp. battiscombei (R.E.Fr. & T.C.E.Fr.) Mabb., 1973 (Kew Bull. 29:86)
  - Johnstonii se halla en Kilimanjaro y battiscombei en Monte Kenia. En el pasado, cuando el clima era más frío, las dos vivían a menores alturas.[5]
- Dendrosenecio johnstonii subsp. battiscombei (R.E.Fr. & T.C.E.Fr.) B.Nord., 1978 (Opera Bot. 44:43)[6]
- Senecio johnstonii var. battiscombei (R.E.Fr. & T.C.E.Fr.) C.Jeffrey, 1986 (Kew Bull. 41:891)